# Picrospora crocostacta
Picrospora crocostacta är en fjärilsart som beskrevs av Edward Meyrick 1912. Picrospora crocostacta ingår i släktet Picrospora och familjen säckspinnare. Inga underarter finns listade i Catalogue of Life.